# 鈴木惠子
鈴木 惠子（すずき けいこ、1952年 - 2023年10月17日）は、元「とよはしフィルムコミッション」専務理事。豊橋カレーうどん考案者としても知られる。
旅行会社勤務後、1997年から豊橋観光コンベンション協会で豊橋の魅力発信に携わり、「ご当地グルメ」を考案。市内うどん店が自家製麺100%であることから「うどん」を、その中でも麺類組合の半数以上が賛同したカレーうどんにスポットを当てることに。ご飯を入れ、さらにとろろをのせ、その上にカレーうどんをのせて味の変化をつける形を提案した。豊橋祇園祭、手筒花火のアピールについても功績を残した。
また、愛知県東三河広域観光協議会「ほの国東三河ロケ応援団」の団長も務め、豊橋市におけるロケ地誘致に尽力した。豊橋市シティプロモーションアドバイザーとして活躍後、豊橋市でのロケ地誘致事業を引き継いだ「とよはしフィルムコミッション」の専務理事としてけん引し、300本以上のロケ地誘致数の実績で地域活性化に寄与した。
豊橋駅にほど近い「広小路通り」は『TOKYO MER』『VIVANT』『陸王』に使われたことから「日曜劇場通り」とも呼ばれている。日曜劇場『陸王』のロケを誘致した際には、地元の協力を取り付けて国道１号線を封鎖し、沿線に約5000人のエキストラを揃え本物のマラソン大会のようなシーンの撮影を実現した。当日は現場近辺のコンビニの商品が品薄になったという。このロケにより、のべ20000人のエキストラ動員と100億円の経済効果をもたらした。
とよはしフィルムコミッションが掲げる3か条
1. 不可能を可能にする
2. NOと言わない
3. かゆい所に手が届く

を体現した出来事であり「頼まれてNOと言ったことはない」とインタビューで語った。
2023年10月17日、がんにより71歳で死去。葬儀には『VIVANT』『陸王』などの作品で豊橋をロケ地として使用した福澤克雄や『異動辞令は音楽隊！』で豊橋をロケ地として使用した内田英治も参列した。翌年には豊橋祇園祭花火大会にて追悼の花火が有志の協力によって打ち上げられた。

## メディア出演
- JNNドキュメンタリー ザ・フォーカス 2018年4月1日放送 [13]